# سوزان مارتین
سوزان مور مارتین (به انگلیسی: Suzanne Martin) یک تهیه‌کننده تلویزیونی و فیلم‌نامه‌نویس آمریکایی است. او برای تهیه‌کنندگی جذابان کلیولند (۱۵–۲۰۱۰) شناخته شده‌است. از دیگر آثار او می‌توان به الن، فریژر و مرد تنها اشاره کرد.